# Schermi d'amore
Schermi d'amore è stato un festival cinematografico internazionale che si è tenuto ogni primavera nella città di Verona dal 1996 al 2010 con lo scopo di ricercare e segnalare quelle produzioni, inedite in Italia, in cui le vicende d'amore siano il tema principale o uno degli elementi portanti dell'intreccio. Nell'estate del 2018 al Teatro Romano si è svolto Schermi d'Amore - Il filo ritrovato. La 15ª edizione del Festival si è svolta dal 12 al 19 febbraio 2019 al Teatro Ristori. Il direttore artistico è Paolo Romano. L'ufficio organizzativo è Verona Film Festival.
Il festival è organizzato e sovvenzionato dall'Assessorato alla Cultura del Comune di Verona, con il contributo del Ministero per i beni e le attività culturali e della Regione Veneto.

## La storia
Schermi d'amore affonda le sue radici nel 1969, anno in cui prende avvio la Settimana cinematografica internazionale di Verona. La manifestazione, promossa dal comune di Verona e sotto la direzione di Pietro Barzisa, proporrà per i venticinque anni successivi monografie dedicate a cinematografie nazionali poco conosciute, ritagliandosi un piccolo ma apprezzato ruolo nel panorama delle manifestazioni cinematografiche italiane.
Nel 1996 si rende necessario un punto di svolta per ravvivare una formula oramai esaurita: nasce così Schermi d'amore, unico festival al mondo ad essere dedicato al melodramma cinematografico, in riferimento alla tradizione veronese del mito shakespeariano di Romeo e Giulietta e all'opera in Arena. Da questa edizione il direttore artistico è Paolo Romano.
Nato nel 1996 a Verona, per volontà dell’Assessore alla Cultura Luca Darbi e per proseguire la tradizione della Settimana cinematografica internazionale (creata nel 1969 dal professor Pietro Barzisa), Schermi d’Amore ha esplorato per quindici anni il cinema romantico (e non solo), curando retrospettive tematiche, proponendo anteprime esclusive, proiettando oltre mille film e ospitando artisti del calibro di Roger Corman, Sydney Pollack, Patrice Leconte, Vittorio Storaro, Liv Ullmann, Dario Argento, John Boorman, Isabel Coixet.
Dopo una lunga pausa e l’anteprima Schermi d’Amore – Il filo ritrovato, il Festival riprende il suo viaggio nella galassia dei sentimenti: un universo in continua espansione, capace sia di rivelare ogni volta nuovi volti (in senso letterale e figurato), sia di contaminare tutti gli altri ambiti, dal melodramma alla commedia, dal musical al biopic.
La 15ª edizione del Festival (12- 19 febbraio 2019) si articola dunque in quattro sezioni, alle quali si affianca un omaggio al grande cineasta Claude Lelouch, autore del capolavoro Un uomo, una donna (1966, proiettato in sua presenza per l’occasione) e vincitore del Premio Schermi d’Amore 2019.
Il segmento principale, Passato / Presente, offre un viaggio nel cinema sentimentale di oggi e di ieri, fra giovani registi provenienti da tutto il mondo e grandi maestri (Ingmar Bergman e Stanley Donen), film inediti in Italia e restauri imperdibili, come quelli di due cult che festeggiano il loro 40º compleanno: The Rose di Mark Rydell e Breaking Away di Peter Yates, poco noti nel nostro paese e proprio per questo da riscoprire. Particolare attenzione viene data alle donne dietro la macchina da presa, da Barbra Streisand (di cui proponiamo l’esordio Yentl, 1983) alle nuove autrici come Rohena Gera, Gaya Jiji, Léa Mysius.
La sezione “cinema e opera”, ideata per celebrare, unendole, due forme d’arte votate all’amore e intitolata Tutte le Carmen del mondo, esamina le variazioni cinematografiche più significative della zingara creata da Prosper Mérimée e resa immortale da Georges Bizet, mentre il focus dedicato agli Amori impossibili nel cinema fantastico, si rivolge a un pubblico curioso di scoprire la dimensione sentimentale del fantasy e dell’horror. A comporre Amori in Corto saranno infine otto “piccoli grandi” film a tema 2002 il Festival è diventato Verona Film Festival – Schermi d'amore, togliendo il sottotitolo Festival del cinema sentimentale e mélò, come segno di ampliamento dei propri orizzonti. Sponsor dell'edizione AGSM, Fondazione Cariverona, realizzato in collaborazione con Teatro Ristori, Ippogrifo Produzioni per i workshop, Applausi Idee & Comunicazione per il coordinamento organizzativo, comunicazione e Danniamoci Pavan Ufficio Stampa.
Nel 2020 si è svolta la 16ª edizione del festival.

## I premi
- La giuria assegna:
  - il premio per il miglior film;
  - il premio per la migliore interpretazione;
  - il premio speciale;
  - il premio per il miglior contributo artistico;
- La giuria giovani assegna il premio Giuria Giovani;
- L'ordine dei giornalisti assegna il premio Stefano Reggiani;
- La giuria popolare assegna il premio del pubblico.

## I vincitori
- 1996: Broken English (Nuova Zelanda, 1996) di Greg Nicholas
- 1997: Fire (India, 1996) di Deepa Mehta
- 1999: Solomon and Gaenor (Gran Bretagna, 1998) di Paul Morrison
- 2000: The Harmonium in my memory (Corea del Sud, 1999) di Lee Young-Jae
- 2001: Country (Irlanda, 1999) di Kevin Liddy
- 2002: El cielo abierto (Spagna 2001) di Miguel Albaladejo
- 2003: Nitschewo (Germania 2002) di Stefan Sarazin
- 2004: Was nützt die Liebe in Gedanken (Germania 2003) di Achim von Borries
- 2005: Cold Light (Islanda, Norvegia, Gran Bretagna, Germania, 2004) di Hilmar Oddsson
- 2006: ex aequo
  - Douches Froides (Francia, 2005) di Antony Cordier
  - Lower City (Cidade Baixa) (Brasile, 2005) di Sergio Machado
- 2007: La prueba (Perù, 2006) di Judith Vélez
- 2008: La soledad (Spagna, 2007) di Jaime Rosales
- 2009: Im Winter ein Jahr (Germania, 2008) di Caroline Link
- 2010: Little Ashes (Gran Bretagna, Spagna, 2008) di Paul Morrison